# Slade
Slade (МФА [sˈleɪd], с англ. — «прогалина») — британская рок-группа, одни из лидеров глэм-рока начала 1970-х.

## История
Группа Slade была образована в 1966 году бывшими участниками коллективов The Vendors и Steve Brett & The Mavericks Нодди Холдером (вокал, ритм-гитара), Джимом Ли (бас-гитара, клавишные, скрипка), Дейвом Хиллом (гитара) и Доном Пауэлом (ударные). Первоначально музыканты выступали под названием N’Betweens, под которым выпустили сингл «You Better Run», прошедший практически незамеченным. В конце 1960-х они сменили название на Ambrose Slade и примерно в это же время их менеджером стал бывший участник The Animals Чес Чендлер.
К началу 1970-х Slade (так группа стала называться к тому времени) успела завоевать репутацию одного из лучших концертных коллективов, однако первые два альбома коммерческого успеха не имели, несмотря на наличие в них уже вполне зрелого материала (в частности, композиции «Wild Winds Are Blowing» и «The Shape Of Things To Come» впоследствии регулярно включались в различные сборники лучших вещей группы). По настоянию менеджмента группа сменила стиль — как внешний (длинные волосы, блестящие костюмы, сапоги на платформе), так и музыкальный (в песнях всё более стали использоваться приёмы глэм-рока), а названия и тексты песен писались с нарочито искажённой (как слышится, так и пишется) орфографией. Возможно, в том числе по этой причине в 1971 году случился прорыв, когда два сингла Slade один за другим попали в британский хит-парад: «Get Down And Get With It» достиг 16-го места, а «Coz I Luv You» стал хитом номер один.

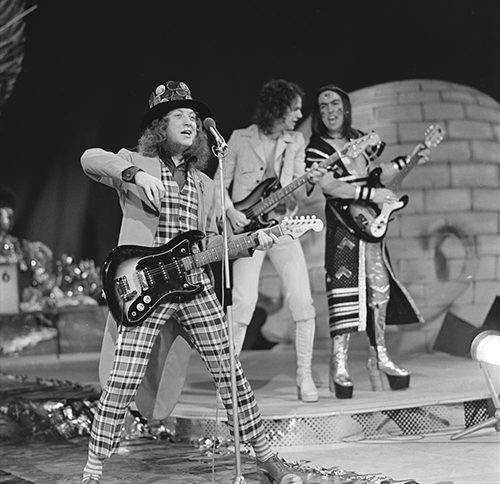
Эфир «TopPop», 1973 год

В период с 1971 по 1976 год Slade выдали подряд 17 синглов, вошедших в «двадцатку» британского хит-парада, став первыми, кому удалось хоть как-то приблизиться к рекорду The Beatles — 22 хит-сингла подряд. Все выпущенные в этот период альбомы группы также пользовались успехом в хит-параде Великобритании, а три из них сумели добраться в нём до первого места. В 1974 году группа снялась в фильме Slade In Flame, в основу сценария которого были положены реальные факты из истории Slade.
После возвращения в 1977 году из длительного турне по США выяснилось, что британская публика успела слегка подзабыть группу, а глэм-рок сдал позиции вошедшему в моду панк-року. Вследствие этого Slade были вынуждены покинуть компанию Polydor, на которой записывались до этого времени. Свой следующий альбом они выпустили в 1977 году на принадлежавшем их менеджеру Чесу Чендлеру лейбле Barn, и он впервые за семь лет вообще не попал в хит-парады. Однако концертные выступления группы по-прежнему пользовались успехом, и музыканты продолжали выступать вместе.
Успешное выступление Slade на рок-фестивале в Рединге в августе 1980 года вновь привлекло к группе внимание прессы и поклонников. Синглы и альбомы Slade вернулись в хит-парады и больше не исчезали из них вплоть до конца 1980-х, хотя и не пользовались таким успехом, как десятилетием раньше.
В 1991 году вокалист и гитарист Slade Нодди Холдер, уставший от постоянных гастролей, объявил об уходе из группы. Вслед за ним объявил о своем уходе на покой бас-гитарист Джим Ли, вместе с которым Холдер написал большинство песен группы. Дейв Хилл и Дон Пауэлл привлекли новых музыкантов и до сих пор продолжают гастролировать. В период с 1992 по 1997 год они носили название Slade II, но потом снова сократили его до Slade. 3 февраля 2020 года барабанщика Дона Пауэлла, игравшего в группе с момента её образования, уволили после 54 лет сотрудничества (причём уволил Дейв Хилл, написав ему об этом по электронной почте).

## Состав

### Текущий состав
- Дейв Хилл — гитара, вокал (1966—наши дни)
- Alex Bines — ударные (2020—наши дни)
- Джон Берри — вокал, бас-гитара, скрипка (2003—наши дни)
- Расселл Киф — вокал, клавишные (2019-наши дни)

### Бывшие участники
- Нодди Холдер — вокал, гитара (1966—1992)
- Джим Ли — бас-гитара, вокал (1966—1992)
- Стив Уолли — вокал, гитара (1992—2005)
- Стив Макин — гитара (1992—1996)
- Крейг Фенни — бас-гитара, вокал (1992—1994)
- Тревор Холлидей — бас-гитара, вокал (1994—2000)
- Дейв Гловер — бас-гитара, вокал (2000—2003)
- Мэл Макналти — вокал, гитара (2005—2019)
- Дон Пауэлл — ударные (1966—2020)

## Избранная дискография
- 1969 Beginnings (под названием Ambrose Slade)
- 1970 Play It Loud
- 1972 Slade Alive!
- 1972 Slayed?
- 1973 Sladest
- 1974 Old, New, Borrowed and Blue
- 1974 Slade in Flame
- 1976 Nobody's Fools
- 1977 Whatever Happened to Slade?
- 1978 Slade Alive, Vol. 2
- 1979 Return To Base
- 1981 We'll Bring The House Down
- 1981(ноябрь) Til Deaf Do Us Part
- 1982 Slade On Stage
- 1983 The Amazing Kamikaze Syndrome
- 1985 Rogues Gallery
- 1985 Crackers - The Slade Christmas Party Album
- 1987 You Boyz Make Big Noize
- 1994 Keep on Rockin' (под названием Slade II)
- 1999 Wild Nites
- 2001 Superyob
- 2002 Cum On Let's Party! (переиздание Keep on Rockin’)
- 2009 Live At The BBC